# 高松町 (刈谷市)
高松町（たかまつちょう）は、愛知県刈谷市の町名。

## 地理
北は大手町、東は住吉町、西は寿町、南は下り松川を境界に田町、愛知県道245号半城土広小路線を境界に富士見町と接している。中央部を縦断する道路の周囲には複数のドラッグストアが立地している。

## 歴史

### 人口の変遷
国勢調査による人口の推移。
| 1995年（平成7年）  | 974人   |  |  |
| 2000年（平成12年） | 929人   |  |  |
| 2005年（平成17年） | 1,496人 |  |  |
| 2010年（平成22年） | 1,537人 |  |  |
| 2015年（平成27年） | 1,668人 |  |  |

### 世帯数の変遷
国勢調査による世帯数の推移。
| 1995年（平成7年）  | 405世帯 |  |  |
| 2000年（平成12年） | 384世帯 |  |  |
| 2005年（平成17年） | 600世帯 |  |  |
| 2010年（平成22年） | 587世帯 |  |  |
| 2015年（平成27年） | 647世帯 |  |  |

## 施設
- 崇福寺 - 浄土宗西山深草派の寺院[1]。
- 高松公園[1]
- 清池公園[1]

### WEB
1. 1 2  総務省統計局 (2014年3月28日). “平成7年国勢調査の調査結果(e-Stat) - 男女別人口及び世帯数 －町丁・字等” (CSV). 2021年7月20日閲覧。
2. 1 2  総務省統計局 (2014年5月30日). “平成12年国勢調査の調査結果(e-Stat) - 男女別人口及び世帯数 －町丁・字等” (CSV). 2021年7月20日閲覧。
3. 1 2  総務省統計局 (2014年6月27日). “平成17年国勢調査の調査結果(e-Stat) - 男女別人口及び世帯数 －町丁・字等” (CSV). 2021年7月21日閲覧。
4. 1 2  総務省統計局 (2012年1月20日). “平成22年国勢調査の調査結果(e-Stat) - 男女別人口及び世帯数 －町丁・字等” (CSV). 2021年7月21日閲覧。
5. 1 2  総務省統計局 (2017年1月27日). “平成27年国勢調査の調査結果(e-Stat) - 男女別人口及び世帯数 －町丁・字等” (CSV). 2021年7月21日閲覧。

### 書籍
1. 1 2 3 4  「角川日本地名大辞典」編纂委員会 1989.